# Faith (EARTHSHAKERのアルバム)
『Faith』（フェイス）は、EARTHSHAKERの15枚目のオリジナル・アルバム。

## 概要
前作より1年ぶり、再結成後4枚目のアルバムである。
「戸惑いと月明かりの中で」は、ベーシストの甲斐貴之がボーカルを担当している。

## 収録曲
（全作詞（特記以外）：西田昌史、全作曲（特記以外）：石原慎一郎）
1. 灼熱の夜
  - 作曲：西田昌史
2. 挑戦者
3. 鎖つながれても
4. あの日聴いた歌に抱かれ
  - 作曲：西田昌史
5. 酔いどれ蕾
6. Ever
  - 作詞：石原慎一郎
7. 嘘と刃物
8. 操れない感情
9. 闘魂
  - 作曲：西田昌史
10. 戸惑いと月明かりの中で
  - 作詞・作曲：甲斐貴之
11. ひとつのミス